# Liste der Kulturdenkmale in Kaaks
In der Liste der Kulturdenkmale in Kaaks sind alle Kulturdenkmale der schleswig-holsteinischen Gemeinde Kaaks (Kreis Steinburg) aufgelistet (Stand: 10. März 2025).

## Legende
In den Spalten befinden sich folgende Informationen:
- Objekt-ID: die Nummer des Kulturdenkmales
- Lage: die Adresse des Kulturdenkmales und die geographischen Koordinaten. Kartenansicht, um Koordinaten zu setzen. In der Kartenansicht sind Kulturdenkmale ohne Koordinaten mit einem roten Marker dargestellt und können in der Karte gesetzt werden. Kulturdenkmale ohne Bild sind mit einem blauen Marker gekennzeichnet, Kulturdenkmale mit Bild mit einem grünen Marker.
- Offizielle Bezeichnung: Bezeichnung des Kulturdenkmales
- Beschreibung: die Beschreibung des Kulturdenkmales
- Bild: ein Bild des Kulturdenkmales

## Bauliche Anlagen
| Objekt-ID      | Lage                                      | Offizielle Bezeichnung      | Beschreibung | Bild            |
| -------------- | ----------------------------------------- | --------------------------- | --- | --------------- |
| 45483 Wikidata | Wiesengrund (53° 59′ 14″ N, 9° 28′ 36″ O) | Sogenannte Fischbauchbrücke | 1909/10, Fa. Holm und Molzen Flensburg; Stahlbetonbrücke mit Unterspannbogen in Beton-Stahl-Mischkonstruktion, sogenannte Fischbauchträger, verputzte Brüstungspilaster u. filigranes schmiedeeisernes Gitter, Widerlager mit bossierter Quaderung sog. Fischbauchbrücke; 1909–10, Fa. Holm u. Molzen Flensburg; Stahlbetonbrücke mit Unterspannbogen in Beton-Stahl-Mischkonstruktion, verputzte Brüstungspilaster u. filigranes schmiedeeisernes Gitter, Wiederlager mit bossierter Quaderung - Begründung: geschichtlich, technisch, Kulturlandschaft prägend - Schutzumfang: gesamtes Objekt - Denkmaltyp: Bauliche Anlage | Fotos hochladen |

## Quelle
- Liste der Kulturdenkmale in Schleswig-Holstein – Kreis Steinburg

- Karte mit allen Koordinaten:
- OSM |
- WikiMap